# Zwischenstaatliche Konferenz zur Annahme des Globalen Pakts für eine sichere, geordnete und reguläre Migration
Die zwischenstaatliche Konferenz zur Annahme des Globalen Pakts für eine sichere, geordnete und reguläre Migration fand am 10. und 11. Dezember 2018 in Marrakesch statt. Am Montag, dem 10. Dezember, wurde der Pakt von Repräsentanten von 164 Regierungen per Akklamation angenommen. Der Compact soll auf der Generalversammlung der Vereinten Nationen gebilligt (endorsed) werden. Der Pakt soll nach Entscheidung der Konferenz auch als „Marrakech Compact on Migration“ bezeichnet werden.

## Hintergrund der Konferenz
In einer Pressekonferenz am 9. Dezember teilte Louise Arbour, Sonderbeauftragte des Generalsekretärs der Vereinten Nationen für internationale Migration, mit, dass über 150 Staaten und über 400 NGOs und internationale Organisationen an der Konferenz teilnehmen werden. Der Globale Pakt für eine sichere, geordnete und reguläre Migration (Englisch original: Global Compact for Safe, Orderly and Regular Migration (GCM)) wurde als Initiative der Mitgliedstaaten der UN entwickelt. Hintergrund waren die Erfahrungen der Migrations- und Flüchtlingsbewegungen der vorangehenden Jahre, bei der einerseits eine große Anzahl von Menschen ihr Leben verloren haben und andererseits manche Regierungen die Kontrolle über ihre Grenzen verloren haben. Das zentrale Ziel des Pakts ist ein besseres Management von Migration. Der Pakt deckt umfangreich wesentliche Aspekte der Migration ab, von der Notwendigkeit, die Migration zu reduzieren, zum Schutz von Migranten in Transit- und in Zielländern sowie auf die Notwendigkeit einer sicheren und nachhaltige Rückführungsverfahren. Jeder Staat soll seine eigene Migrationsprioritäten umsetzen. Der Pakt erkennt an, dass jeder Staat Migration unterschiedlich erfährt, er stärkt das Vorrecht der einzelnen Staaten, ihre eigene Einwanderungspolitik nach eigenem Ermessen zu gestalten.
Die UN-Sonderbeauftragte für Internationale Migration Louise Arbour stellte folgende Punkte klar: Der Pakt schaffe kein Recht auf Migration; er erlege den Staaten nichts auf; es handele sich auch nicht um ein sogenanntes „Soft law“; er sei rechtlich nicht bindend; er erlaube den Staaten ausdrücklich, wie sie es für richtig halten zwischen regulären und irregulären Migranten zu unterscheiden.

## Ablauf
Die Generaldebatte wurde von 18 Staatsoberhäuptern bzw. Regierungschefs eröffnet, darunter: Angela Merkel (Deutschland), Lars Løkke Rasmussen (Dänemark), Alexis Tsipras (Griechenland), Charles Michel (Belgien), Pedro Sánchez (Spanien) und Kardinalstaatssekretär Pietro Parolin. Insgesamt nehmen 81 Minister an der Konferenz teil.
Die Konferenz bestand aus zwei Teilen. In der Plenardebatte am 10. und 11. Dezember wurden die Mitgliedstaaten ihr politisches Engagement, ihre Positionen und Interpretationen gegenüber dem Global Compact für Migration erläutern. Zwei Dialoge konzentrierten sich auf konkrete Initiativen zur Umsetzung und Partnerschaften auf allen Ebenen und mit allen relevanten Stakeholdern. Beide Panels waren interaktiv mit jeweils einem Hauptredner und drei Panelisten.
Am 10. Dezember wurde in einer Sonderveranstaltung dem 70. Jahrestag der Menschenrechte gedacht, welche am 10. Dezember 1948 angenommen wurden.

## Statements (Auswahl)
Im Eröffnungsstatement betonte der UN-Generalsekretär António Guterres, das der Pakt insbesondere auf die 20 % (ca. 50 Mio.) weltweiter illegaler Migranten abzielt. Auch geht es darum, menschliches Leid während der Migration zu vermieden – seit dem Jahr 2000 haben über 60.000 Migranten ihr Leben verloren. Der Pakt sei historisch, da er der UN die Möglichkeit gibt, bezüglich der Migrationsprobleme effektiv mit den UN-Mitgliedsstaaten zusammenzuarbeiten. Der UN-Generalsekretär sagte, dass es in den letzten Monaten „viele Unwahrheiten“ über das Abkommen und „die allgemeine Frage der Migration“ gegeben habe. Um die „Mythen“ zu zerstreuen, sagte er, dass der GCM es den Vereinten Nationen nicht erlaube, den Mitgliedstaaten eine Migrationspolitik aufzuzwingen, und dass der Pakt auch kein formeller Vertrag sei.
Die deutsche Bundeskanzlerin Angela Merkel erklärte in ihrer Rede, es sei ein „gutes Zeichen, dass wir uns mit dem Schicksal der vielen Millionen Migranten weltweit beschäftigen.“ Merkel sprach „Ängste“ an, die weltweit geschürt würden, um den Migrationspakt zu diskreditieren. „Es lohnt sich, daran zu erinnern, dass die Vereinten Nationen gegründet wurden als Ergebnis des Zweiten Weltkriegs“, was die Antwort auf „puren Nationalismus“ gewesen sei. Es lohne sich, um den UN-Migrationspakt und damit um das „klare Bekenntnis zu Multilateralismus“ zu kämpfen, sagte Merkel.